# Mike Pollitt
Mike Pollitt, właśc. Michael Francis Pollitt (ur. 29 lutego 1972 w Farnworth) – angielski piłkarz występujący na pozycji bramkarza. W Premier League rozegrał 36 spotkań.